# Hatna, Tiptur
Hatna là một làng thuộc tehsil Tiptur, huyện Tumkur, bang Karnataka, Ấn Độ.